# Parental Advisory

Il logo di Parental Advisory, introdotto nel 1995.

Parental Advisory, abbreviato PAL, è un'etichetta affissa dalla Recording Industry Association of America (RIAA) agli audio e alle registrazioni contenenti uso eccessivo di linguaggio profano e/o altri riferimenti. L'etichetta è prevalentemente usata per gli album rock e hip hop, anche se potrebbe apparire su album di qualsiasi genere musicale.
La decisione riguardo alla necessità o meno dell'etichetta sull'album è della compagnia di registrazione. Comunque, alcuni album sono stati considerati così estremamente violenti nei contenuti, che il produttore dell'album ha inserito un secondo avvertimento accanto al PAL, come nell'album Geto Boys molto importante

## Storia
Il percorso che portò al logo Parental Advisory iniziò da una lettera inviata nel 1984 dalla Parental-Teacher Association, un'associazione di genitori e insegnanti, alla RIAA, l'associazione delle case discografiche statunitensi, e ad alcune tra le principali case discografiche. La lettera non portò a risultati concreti, ma servì a far parlare della questione. Negli ultimi mesi del 1984 Mary Elizabeth Gore, la moglie dell'allora deputato statunitense Al Gore, dopo aver ascoltato la canzone Darling Nikki di Prince riprodotta da sua figlia undicenne, si fece promotrice di un movimento d'opinione che convincesse artisti e discografici informare chi intendeva comprare un disco riguardo a eventuali contenuti espliciti. Al Gore riuscì a convincere altre mogli di importanti politici e imprenditori statunitensi a unirsi alla sua iniziativa: nel 1985 nacque così la Parents Music Resource Center, il “centro musicale d'informazione per genitori”.
Tra le prime cose che fece il PMRC c'è una famosa lista di 15 canzoni ritenute esemplificative del deterioramento dei testi musicali di quegli anni. I primi album ad essere contrassegnati includevano Purple Rain di Prince (1984), Danzig dei Danzig (1988), Appetite for Destruction dei Guns N' Roses (1987), Louder Than Love dei Soundgarden (1989) e As Nasty As They Wanna Be dei 2 Live Crew (1989), e avevano l'etichetta come sticker sull'imballaggio di cellophane. Il primo album hip hop a ricevere l'etichetta fu Rhyme Pays di Ice-T, uscito nel 1987, il cui testo fu associato con gangsta rap, popolarizzandone il genere. Il contrassegno può essere imposto su qualsiasi contenuto esplicito, come richiami alla droga, al crimine e al sesso.
Il contrassegno fu introdotto nel 1990 come un quadrato con una linea bianca punteggiata vicino al centro dell'etichetta. La frase Explicit Lyrics si trovava verso l'alto, mentre la scritta Parental Advisory era posta in basso. Il primo album a ricevere lo sticker standard fu Banned in the USA di Luke & the 2 Live Crew nel 1990. Dal 1992, gli album avevano il contrassegno sulla copertina dell'album. Questa incarnazione del logo fu usata fino alla fine del 1993, quando fu ridisegnato con un quadrato bianco in un rettangolo nero al posto della barra bianca tra le barre nere. Nel 1994 i caratteri di "Parental" e di "Advisory" furono semplificati, e "Explicit Lyrics" diventò "Explicit Content" (contenuto esplicito), anche se questo design non fu prevalente sulla maggior parte degli album fino al 1996. Nel 2001 i caratteri di "Parental Advisory" e "Explicit Content" furono nuovamente modificati.
Una variante meno usata dell'etichetta dice Parental Guidance, come su alcuni album, inclusi Halfway Between the Gutter and the Stars di Fatboy Slim, Black Market Music dei Placebo (gruppo musicale), Galyuu di Miyavi, copie britanniche di Jagged Little Pill di Alanis Morissette e Blackout di Britney Spears, Sempiternal dei Bring Me The Horizon, Born to Die di Lana Del Rey e alcune copie di Garage Inc. di Metallica.

## Disponibilità
Spesso, un album viene pubblicato in due versioni, una non modificata con l'etichetta, un'altra modificata senza l'etichetta, di solito chiamata versione "clean" (pulita). Il rivenditore statunitense Best Buy vende solo album non modificati nei negozi fisici, anche se i clienti possono comprare le versioni clean sul loro sito pagando una tassa addizionale, mentre Trans World Entertainment vende entrambe le versioni nei negozi fisici.
Walmart è conosciuto per il fatto di vendere solo gli album modificati. Se non esiste alcuna versione modificata dell'album, Walmart chiede all'artista di farne una; se l'artista rifiuta, Walmart non vende gli album. Comunque, questa politica di vendita sembra variare da Paese a Paese, ad esempio negli store canadesi si possono trovare album con il PAL.
Alcuni album sono disponibili in versione modificata solo sul sito di Walmart ma non nei negozi a causa di controversie. La compagnia ha chiesto alla band dei Green Day di modificare gli album American Idiot e 21st Century Breakdown nel 2004 e nel 2009, rispettivamente, altrimenti il rivenditore non avrebbe venduto i due album. In entrambi i casi i Green Day hanno rifiutato. In seguito, in concomitanza con la pubblicazione della trilogia ¡Uno!, ¡Dos!, ¡Tré! nel 2012, la band pubblicò le versioni censurate dei tre album e di American Idiot.
Negli Stati Uniti, i clienti devono avere almeno 17 anni per comprare gli album contrassegnati PAL, mentre in alcuni paesi, come il Regno Unito e l'Australia, tutti possono comprare questi album. L'etichetta è presente anche in Italia, Regno Unito, Portogallo, Germania, Grecia, Francia, Finlandia, Paesi Bassi, Brasile, Danimarca, Sudafrica, Corea del Sud, Giappone, Australia, Filippine, Nuova Zelanda e Canada su album di origine americana. Un album contrassegnato è vietato in alcuni paesi come Cina e Arabia Saudita.